# Genealogia matematicienilor
Mathematics Genealogy Project este o bază de date pe internet care conține informații despre matematicieni cu titlul de doctor. A luat ființă după ideea lui Harry Coonce, profesor la Minnesota State University, care a dorit să afle cine a fost conducătorul conducătorului tezei lui de doctorat.
Această bază de date există din 1997, iar din 2003 funcționează sub egida Societății Americane de Matematică (American Mathematical Society).

## Scopul și conținutul
Scopul bazei de date este de a furniza informații minime despre matematicieni doctori, precum și despre relația conducător de doctorat și studenții lui. Matematica este concepută în sens larg, baza de date conținând informații și despre cei care au luat doctoratul în matematica aplicată, mecanică teoretică, statistică, astronomie și chiar și informatică.
Informațiile înregistrate sunt: numele persoanei respective, universitatea unde a susținut teza, drapelul țării, titlul tezei în engleză, anul susținerii, numele conducătorului (conducătorilor) tezei, precum și numele celor care și-au luat doctoratul sub conducerea persoanei în cauză și numărul „descendenților” lui.  

## Exactitatea datelor
Deoarece în afara informațiilor culese din diferite liste oficiale, se permite și furnizarea benevolă de informații, făcându-se doar verificări sumare înaintea introducerii datelor în baza de date, mulți contestă utilitatea acestui proiect. Cu toate acestea baza de date crește permanent, conținând peste 158000 de înregistrări (la 1 februarie 2012).  